# Évroult d'Ouche
Évroult d'Ouche ou Saint Évroult, aussi noté Evroul, Evrou, variante Yvrou au Moyen Âge, est un militaire né à Bayeux en 627 et mort à Saint-Evroult-Notre-Dame-du-Bois, le 29 décembre 706 devenu moine bénédictin. Il est fêté le 29 décembre.
Son nom, d'origine germanique, est attesté sous les formes latinisées Eberulfus, variante altérée Evroldus,.

## Histoire et tradition
Il était un officier de Childéric II. Avec son épouse, ils décidèrent de vivre séparément et d'embrasser, chacun de leur côté, la vie monastique. Il rejoignit le monastère des Deux-Jumeaux (Bayeux), puis fonda l'abbaye d'Ouche (d'après le nom du pays d'Ouche) qui devint l'abbaye de Saint-Évroult.
Ses reliques furent dispersées entre plusieurs lieux de culte à partir du XIIe siècle. Elles ont été portées à Orléans après le partage de la Normandie. Un pèlerinage a été créé en son honneur, au village de Pré-Saint-Évroult (Eure-et-Loir).
Saint Évroult était invoqué pour des maladies cutanées, des hémopathies, la fièvre, la folie, la protection des troupeaux, et aussi les éruptions de boutons cutanés qui étaient justement nommés « fleurs de Saint Yvrou ».

## Liens
- Ressource relative à la littérature :   - Archives de littérature du Moyen Âge
- Notices d'autorité :   - VIAF
  - ISNI
  - IdRef
  - GND